# Neachrostia inconstans
Neachrostia inconstans är en fjärilsart som beskrevs av Moore 1888. Neachrostia inconstans ingår i släktet Neachrostia och familjen nattflyn. Inga underarter finns listade i Catalogue of Life.